# Gojkovič
Gojkovič je priimek v Sloveniji, ki ga je po podatkih Statističnega urada Republike Slovenije na dan 1. januarja 2010 uporabljalo 136 oseb in je med vsemi priimki po pogostosti uporabe uvrščen na 3.290. mesto.

## Znani nosilci priimka
- Avgust Gojkovič, slovenist, urednik arhiva Pavleta Zidarja
- Dragan Gojkovič, mednarodni košarkarski sodnik
- Janez in Stanko Gojkovič, restavratorja (prazgodovinske) keramike
- Manja Gojkovič, manekenka
- Uroš Gojkovič, sociolog, državni uradnik ...
- Vida Gojkovič (r. Hrvatin), partizanska učiteljica
- Viktor Gojkovič (*1945), kipar, restavrator, prof. PEF UM